# 고용보
고용보(高龍普, 생년 미상 ~ 1362년)는 고려 후기의 환관이다. 다른 이름으로는 용봉(龍鳳),·용복(龍卜)이 있으며 원나라의 이름은 투만디르이다. 본관은 전주(全州)

## 생애
《고려사》에 따르면, 고용보는 매장(煤場) 사람으로 원나라 황제의 총애를 받아 자정원사(資政院使)의 벼슬을 제수받았으며, 기황후의 측근이 되어 큰 권력을 쥐었다. 충혜왕 또한 그가 가진 영향력을 두려워하여 삼중대광(三重大匡) 완산군(完山君)에 봉하였다. 원나라에서 대경 타적(朶赤), 낭중 별실가(別失哥) 등이 조서를 들고 고려에 도착하였을 때, 충혜왕이 병을 핑계로 이들을 맞이하려 하지 않자 고용보는 황제의 의심을 살 것이라 협박하였다. 충혜왕이 신하들과 함께 나아가자 타적 등이 충혜왕이 늦게 온 것을 꾸짖어 구타하였고 고용보는 왕을 도와주기는커녕 왕의 신하들을 잡아가두었다. 이 일로 충혜왕은 원나라 황제의 명을 받아 귀양을 가고 충목왕이 즉위하였는데 충목왕은 고용보에게 12자 공신의 칭호를 내렸다. 이후 고용보는 어사대의 간언을 들은 원나라 황제에 의해 금강산에 유배되었으며 그 뒤 고려로 귀국했다. 고려에서는 기철(奇轍)과 손을 잡고 권세를 휘둘렀으며 말년에는 승려가 되어 해인사에 있었다. 원나라의 힘을 믿고 전횡을 일삼아 많은 적을 두었는데 결국에는 반원정책을 편 공민왕이 보낸 어사중승(御史中丞) 정지상에 의해 최후를 맞았다.